# Metamorphe Proteine

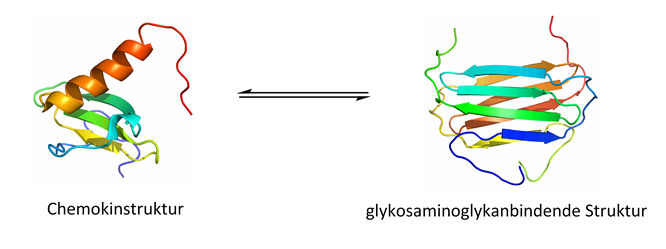
Konformationen des Lymphotactins im Gleichgewicht

Metamorphe Proteine (englisch: metamorphic proteins) sind Proteine, die neben intrinsisch unstrukturierten Proteinen in sich unstrukturiert und in mehreren Konformationen vorliegen können. Dabei besitzen alle mögliche Konformationen des Proteins in etwa dieselbe Gibbs-Energie und befinden sich im Gleichgewicht. Sie sind in der Lage, unter nativen Bedingungen verschiedene Proteinfaltungen für die gleiche Aminosäuresequenz einnehmen zu können.  Erst durch Bindung an kleine Moleküle oder andere Proteine können metamorphe Proteine ihre Funktion entfalten.
Das bekannteste metamorphe Protein ist das Lymphotactin, ein Cytokin. Die Chemokinstruktur des Lymphotactins ist charakteristisch für Chemokine, aufgrund des dreistängigen β-Faltblatts und der C-terminalen Helix. Diese Struktur dient zur Bindung und Aktivierung ihres Rezeptors. Das identische Dimer ist die glykosaminoglykanbindende Struktur, das an Glykosaminoglykane, genauer an Heparine, binden kann und nur aus β-Faltblättern besteht. Die wechselseitige Aktivität der Konformationen ist wichtig für die vollständige Funktion von metamorphen Proteinen in vivo.